# Теорема Кронекера — Вебера
У алгебраїчній теорії чисел, теорема Кронекера — Вебера, названа на честь Леопольда Кронекера і Гайнріха Вебера, стверджує що кожне скінченне абелеве розширення поля раціональних чисел {\displaystyle \mathbb {Q} }, або іншими словами кожне алгебраїчне числове поле, чия група Галуа над {\displaystyle \mathbb {Q} } є абелевою, — є підполем деякого кругового поля, тобто поля, одержаного приєднанням кореня з одиниці до раціональних чисел.
Кронекер здійснив основну частину доведення у 1853 році, Вебер в 1886 році і Гільберт в 1896 заповнили деякі логічні пробіли. Теорема може бути доведена прямими алгебраїчними побудовами, але вона також є легким наслідком теорії полів класів.
Для заданого абелевого розширення K поля {\displaystyle \mathbb {Q} } можна визначити мінімальне кругове поле, що містить K. Для заданого K можна визначити найменше ціле число n, що K є підполем, поля породженого коренем з одиниці n-го степеня. Наприклад для квадратичних полів таким числом є абсолютна величина їх дискримінанта.